# Yvan Dautin
Pour les articles homonymes, voir Autain.
Yvan Autain, dit Yvan Dautin, né le 6 mai 1945 à Saint-Jean-de-Monts (Vendée), est un chanteur français. Ses chansons les plus connues sont Boulevard des Batignolles, écrite avec Étienne Roda-Gil, et La Méduse.

## Biographie
Yvan Dautin fait ses études secondaires au lycée Clemenceau de Nantes (1956-1963). Après le baccalauréat, il entame des études de lettres modernes qu'il abandonne pour le monde du spectacle. Il se rend à Paris.
En octobre 1968, il enregistre chez Pathé Marconi son premier disque, un super 45 tours avec quatre chansons de Paul Villaz, et un second en avril 1969, avec ses propres chansons (comme La Comptine du cétacé). La même année, tout en faisant son service militaire, il participe aux Relais de la chanson française, concours organisé par L'Humanité et gagne un prix avec La Méduse. En juillet 1971, il chante à la Galerie 55, accompagné par François Rabbath et Michel Devy. Un enregistrement public est publié en octobre (Je n'suis pas sorti d'la cuisse de Jupiter).
Dans la première moitié des années 1970, Dautin participe à la dernière soirée de l'Écluse, puis tourne avec Julien Clerc. En 1975, il est engagé par Jacques Bedos et enregistre deux albums aux disques AZ (La Malmariée, Kate, La Portugaise). Des titres souvent à l'humour grinçant. En mai 1977, il se produit au théâtre de Boulogne-Billancourt, accompagné par Bernard Lubat, Beb Guérin et Paul Castanier. RCA publie cet enregistrement public et trois autres albums (Kate - 1977, Quand j'étais dromadaire - 1977, Pataquès - 1979).
En 1979, Yvan Dautin se produit cette fois au théâtre de la Gaîté-Montparnasse, après le Café de la Gare, et le Théâtre de la Ville. Il sort également un 45 tours avec Est-ce que c'est salsa ?, une des premières salsas enregistrée en France, accompagné par Henri Guédon aux arrangements et à la direction d'orchestre. En 1980, il joue Thénardier dans l'adaptation musicale des Misérables au Palais des sports d’Alain Boublil et Claude-Michel Schönberg mise en scène par Robert Hossein,. En 1981, il renoue avec AZ, le temps de deux albums, Le jour se lève du pied gauche et Boulevard des Batignolles, avec des chansons comme Monsieur, monsieur, Le Jardinier et surtout, l'année suivante, l'extrait de l'album éponyme, Boulevard des Batignolles (texte d'Étienne Roda-Gil). C'est un titre en hommage au quartier où il vit, et cette chanson devient un des tubes de l'année.
En 1987, il enregistre un 45 tours chez l'Escargot puis le 30 cm Entre chien et loup. En 1988, avec Didier Daeninckx, il coécrit pour France 3 le scénario de La Rançon de la gloire,, et compose pour les enfants L'Île au trésor, etc. En 1989, il joue dans Bouvard et Pécuchet d'après l'œuvre de Gustave Flaubert adaptée pour la télévision, et l'année suivante participe avec Martine Sarri au spectacle Ami, entends tu… la Résistance qui fait l'objet d'un double CD.
À la fin des années 1980, il participe au Tribunal des Flagrants Délires de Claude Villers sur France Inter. En 1992, il rencontre le producteur, Jean-Philippe Olivi qui lui donne l'occasion d'enregistrer à nouveau, accompagné par des musiciens de jazz sous la direction d'Angelo Zurzolo. Deux CD voient le jour : Le Cœur cerise suivi la même année de Ses plus grands succès. 
En 1994, Yvan Dautin joue au théâtre Comment va le monde Môssieu, il tourne Môssieu ! de François Billetdoux (mise en scène de Jean-Pierre Miquel). En 1996, il est au théâtre de la Madeleine dans Arsenic et vieilles dentelles.
En 2006, il est récompensé par la Sacem pour l'ensemble de sa carrière par le prix René Jeanne,. En 2008, après une longue période de silence, il enregistre, au forum Léo Ferré (Ivry-sur-Seine), son deuxième disque capté en public, Ne pense plus dépense !, mêlant nouvelles compositions et anciens titres, un tour de chant piano voix avec Élie Maalouf. En 2007 et en 2009, il participe au festival Chanson de paroles à Barjac ; en 2010 il est l’invité du festival de la chanson à texte à Montcuq.
En février 2011, Yvan Dautin est invité par Pascal Laborie, directeur d'Amja Productions et de l'Autrement Café (Angers) consacré à la chanson, à donner deux concerts. Cette rencontre débouche sur le nouvel album, Un monde à part, sorti le 16 novembre 2012 et réalisé par son ami Angelo Zurzolo.
En 2019, il reçoit le prix Jacques-Douai et il co-signe dans Mediapart un appel au boycott de l'Eurovision à Tel Aviv.

### Famille
Dernier d'une fratrie de trois garçons, il est le frère de François Autain (1935-2019), ministre socialiste et sénateur. Il a été le compagnon de l'actrice Dominique Laffin, avec laquelle il a eu une fille : la femme politique Clémentine Autain,,.

## Chansons

### 45 tours
- 1968 : Premier disque chez Pathé Marconi sous la direction de l'orchestrateur Hubert Rostaing (Yves Montand, Serge Reggiani, Maxime Le Forestier, Philippe Sarde…), avec quatre chansons de Paul Villaz. Puis, Les fiancées, Les cheveux en quatre, La défense du gendarme, L'oiseau qui fait tchack tchack (super 45 t.)
- 1969 : La Comptine du cétacé, Le Piano homosexuel, Le Hibou, Ma clé de sol (super 45 t.)
- 1971 : La Méduse, Ca caille, ça tourterelle (enregistrement public)
- 1972 : L'école est fermée, La mer est bleue à Plougastel
- 1976 : La Malmariée, Kate

1976 La Portugaise Elle n'est pas venue, moi non plus Az SG 602
- 1977 : Lé fame é les enfan dabor
- 1978 : La Portugaise (musique Julien Clerc et Quand j'étais dromadaire)
- 1979 : Pataquès Les mains dans les poches sous les yeux
- 1979 : Est-ce que c'est sale ça ?, Va nu-pied sur un pied
- 1981 : Le jour se lève du pied gauche, Boulevard des Batignolles coécrit avec Étienne Roda-Gil
- 1983 : L'Amour chagrin, Changez, changez
- 1985 : L'Île au trésor, Bristol
- 1987 : La plume au cœur, Léa

### 33 tours
- 1971 : Yvan Dautin, (enregistrement public à la Galerie 55 les 7 et 8 juillet 1971) EMI, 2 C 072-11782
- 1975 : Hourra ! Dément ! Génial !, 33 t STEC 193
- 1976 : Les femmes et les enfants d'abord, 33 t DiscAz STEC 235

- 1977 : Kate, la méduse, l'école est fermée etc.., en public les 4-5 mai 1977, 33 t RCA PL37091
- 1977 : Quand j’étais dromadaire, 33 t RCA/Victor PL 37 135
- 1979 : Pataquès, 33 t RCA PL 37 258
- 1981 : Le jour se lève du pied gauche, 33 t disc’AZ AZ/2 365
- 1982 : Boulevard des Batignolles, 33 t disc’AZ AZ/2 440
- 1988 : Entre chien et loup, 33 t L’escargot/mélodie ESC 30 46

### CD
- Compilations :
  - 1992 : Le cœur cerise Olivi music - OVI 45202-2
  - 1992 : Ses plus grands succès Olivi - music OVI 45203-
- Albums originaux :
  - 2008 : Ne pense plus, dépense ! Edito Musique
  - 2012 : Un monde à part - Amja Productions - Distribution : Socadisc
  - 2019 : Le cœur à l'encan (EPM)

### Participations
- 1990 : Ami entends tu… la Résistance (Martine Sarri, Yvan Dautin, Jean-Pierre Lacot et Jean Sommer)/ P.A.S.A

## Filmographie

### Télévision
- 1976 : « Cinéma 16 » Voici la fin mon bel ami (Jean-Paul), réalisation Bernard Bouthier, avec Jean-Luc Bideau, Françoise Pagès, Grégoire Aslan…
- 1987 : Les Idiots (un clochard), réalisation Jean-Daniel Verhaeghe, avec Jean Carmet, Jean-Pierre Marielle…
- 1989 : Les Nuits révolutionnaires (le camelot), réalisation Charles Brabant, avec Michel Aumont, Jean-Pierre Lorit, Michel Bouquet…
- 1989 : Bouvard et Pécuchet (Verjus) d'après Flaubert, mise en scène Jean-Daniel Verhaeghe.
- 1992 : "La Marseillaise n'est pas encore enrouée" (téléfilm) de Jean A.Chérasse
- 1997 : Le Serre aux truffes (Dominique), réalisation Jacques Audoir, avec Pierre Vaneck, Jean-Michel Fête…
- 2005 : Maigret et l'Etoile du nord (Marc-Antoine Lehaleux), réalisation Charles Némes, avec Bruno Crémer, Luis Rego…
- 2005 : La Légende vraie de la Tour Eiffel (le directeur du cabaret), documentaire fiction réalisé par Simon Brook.
- 2009 : « Avocats & associés » Abus dangereux (patron du bar), réalisation Claire de la Rochefoucauld, avec François-Eric Gendron, Frédéric Gorny…

### Cinéma
- 2007 : Enfin veuve (un gendarme) - Réalisation Isabelle Mergault, avec Michèle Laroque, Jacques Gamblin…
- 2013 : Hôtel Normandy de Charles Nemes (le réceptionniste) - Réalisation Charles Némes, avec Hélène Noguéra, Eric Elmosnino, Ary Abittan, Frédérique Bel

## Théâtre
- 1980 : Les Misérables (Monsieur Thénardier) de Claude-Michel Schönberg et Alain Boublil (comédie musicale), mise en scène Robert Hossein
- 1994 : Comment va le monde, môssieu ? il tourne, môssieu ! de François Billetdoux, mise en scène Jean-Pierre Miquel, Théâtre national de la Colline
- 1995 : Arsenic et vieilles dentelles de Joseph Kesselring, mise en scène Jacques Rosny, Théâtre de la Madeleine